# Telorta obscura
Telorta obscura là một loài bướm đêm trong họ Noctuidae.